# Chrysiptera rex
Chrysiptera rex är en fiskart som först beskrevs av Snyder, 1909.  Chrysiptera rex ingår i släktet Chrysiptera och familjen Pomacentridae. Inga underarter finns listade i Catalogue of Life.